# Schrammacher
Lo Schrammacher (3.411 m s.l.m.) è una montagna delle Alpi Breonie Orientali nelle Alpi della Zillertal. Si trova nel Tirolo austriaco.

## Geografia
Lo Schrammacher è la cima più alta delle Breonie di Levante, situato lungo il confine austro-italiano nella Val di Vizze. È collegato a ovest alla Sagwand, avancorpo dello occidentale dello Schrammacher ed a nord-nord-est al Fussstein (3345 m). Verso nord lo Schrammacher precipita con una grande parete rocciosa sull'Alpeiner Ferner, nell'alta Valser Tal. A sud presenta invece due piccoli ghiacciai: lo Stampflkees e l'Oberschrammachkees.

## Alpinismo
La prima ascensione è di Jackob Huber, Georg Lechner e Peter Karl Thurwieser nel 1847, tramite il versante sud per quella che ancora oggi è la via normale. La grande parete nord è stata salita nel 1895 da Fritz Drasch e J. Lechner, tramite un tragitto tortuoso che ricerca i punti più deboli della muraglia, itinerario molto difficile per l'epoca. Altre ascensioni sulla grande parete sono quelle di Kuno Baumgartner e Pfeifer nel 1922, quella di Herbert Baumgartner e Leo Brankowsky nel 1946, quella dello stesso Branchowsky e Adi Fluh nel 1947 ed infine quella di Walter Egger con Hans, Franz e Ander Hortnagl nel 1962, che sale lungo il pilastro a destra della parete, con forti difficoltà e sbuca in una forcella a 200 m ad ovest della cima.
Il grande pilastro angolare dello Schrammacher, nodo orografico del piccolo sottogruppo, la Sagwand è stata salita la prima volta nel 1881 da Emil ed Otto Zsigmondy con Ferdinand Hochstetter dalla cresta di collegamento dello Schrammacher. Verso sud è un'elevazione del tutto insignificante, verso nord presenta una grande parete rocciosa verticale vinta nel 1939 da Paul Aschenbrenner e Wastl Mariner tramite il marcato spigolo al centro della parete. Successivamente i grandi strapiombi della parete vengono vinti da Hias Rebitsch nel 1947, tramite una difficilissima linea di VI+, poi altre due ascensioni da parte di Bamberger e Brustl nel 1949 e Orgler e Schiestl nel 1982 completano l'esplorazione della parete.

## Accessi
La via normale allo Schrammacher sale dal Passo di Vizze per la cresta sud, superando un grande dislivello e difficoltà di I e II lungo le rocce del crinale. Lungo la parete nord ci sono:
- Pilastro Hortnagl: si tratta dello sperone sul lato destro della parete, che viene percorso lungo il filo dello spigolo eppoi per placche immediatamente nei pressi, supera circa 500 m di dislivello con difficoltà fino al V su terreno misto, D+.
- Drashfuhre: è la via dei primi salitori della parete, raramente percorsa e con forti pericoli oggettivi, cerca i punti più deboli della parete con lunghe traversate su roccia friabile di IV, AD+/D.
- Baumgartner-Pfeifer: anche questa via va alla ricerca dei punti deboli della parete e si sviluppa diagonalmente da destra a sinistra, con roccia friabile e pericolo di scariche, raramente ripetuta, V e D+.
- Brankowsky-Fluh: via molto diretta con le stesse caratteristiche delle precedenti, passi di V e D+ complessivamente.

Alla parete nord della Sagwand:
- Aschenbrenner-Mariner: è la via più classica della parete, molto lunga ed impegnativa. Supera un dislivello di 800 m con lunghi tratti di V ed il tetto chiave di VI-, sale lungo lo spigolo della parete. Complessivamente TD+.
- Rebitsch: itinerario di alta difficoltà che sale a sinistra della Aschenbrenner, lungo roccia in parte friabile e conta poche ripetizioni, è la via più ardua delle Alpi Aurine, 800 m di parete con passi di VI+, ED-.
- Halleriss: si tratta di una via su roccia discreta che s'innesta nella parte superiore della Rebitsch, 500 m con passi di V+ e A0
- Schutzengeleweg: l'ultima via della parete, su roccia friabile e di rado ripetuta, simile alle altre come arrampicata, 500 m con difficoltà di VI+.

La parete nord è accessibile dal passo di Vizze con lungo giro attraverso la Alpeiner Scharte (ore 4,30 circa) o direttamente dalla Valser Tal. Alla base c'è il rifugio Geraer Hutte 2324 m.